# December 10.
December 10. az év 344. (szökőévben 345.) napja a Gergely-naptár szerint. Az évből még 21 nap van hátra.
Névnapok: Judit + Eulália, Lívia, Loretta

## Események

### Politikai események
.

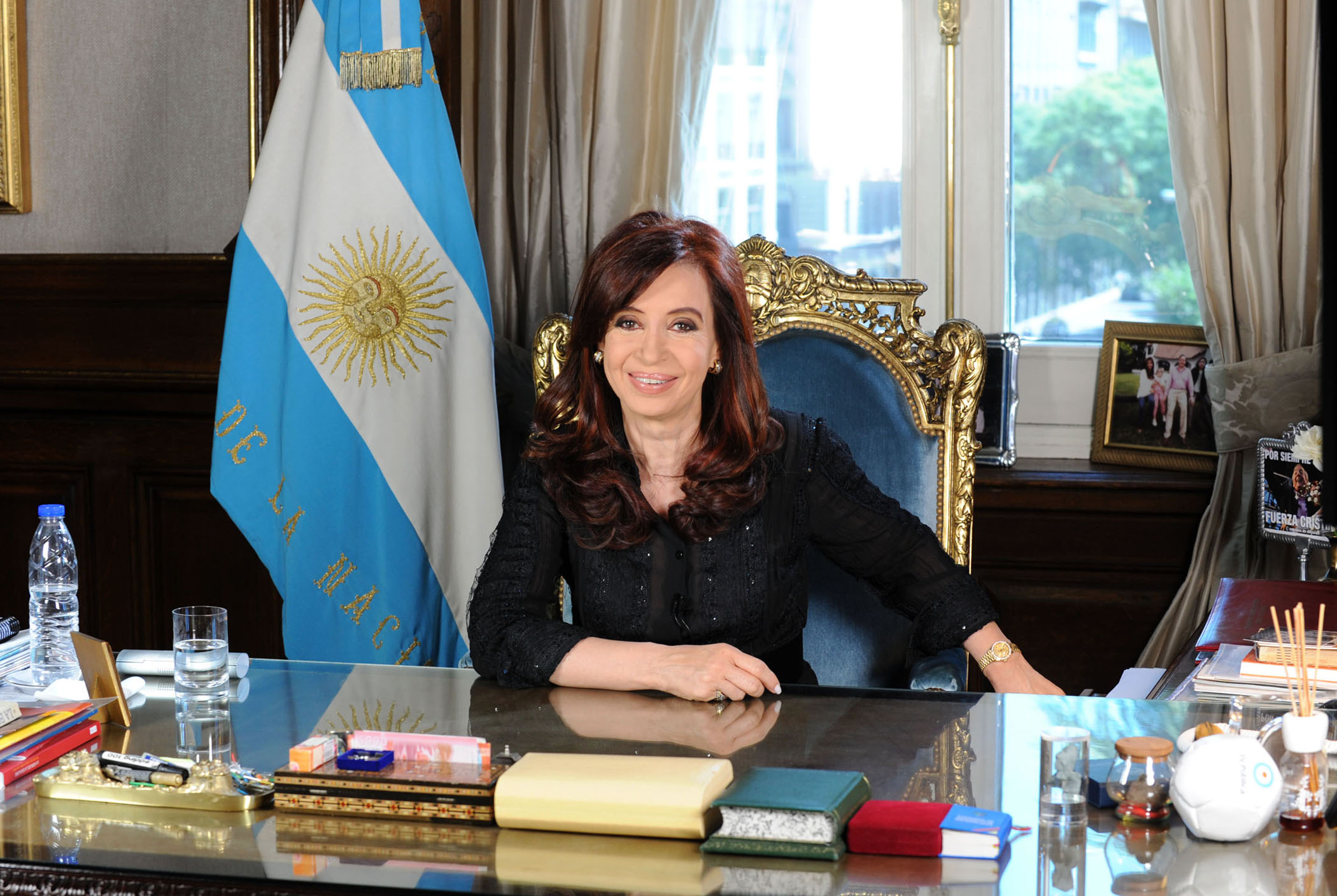
Cristina Kirchner argentin elnök

- 361 – Iulianus lett a római császár
- 1520 – Luther Márton nyilvánosan elégeti Wittenbergben a kiközösítéséről szóló pápai rendeletet.
- 1817 – Mississippi az USA 20. állama lesz.
- 1841 – Pesten, Fáy András elnökletével megalakul a liberális ellenzéket tömörítő „Nemzeti Kör”.
- 1898 – Párizsban megkötik az spanyol–amerikai háborút lezáró párizsi békét, melynek értelmében Spanyolország átengedi az Amerikai Egyesült Államoknak a Fülöp-szigeteket, Guamot, Puerto Ricót. Kuba formális függetlenséget nyer, az USA katonai és politikai ellenőrzése alatt.
- 1908 – II. Abdul-Hamid szultán visszaállítja a korábban eltörölt alkotmányt és feloszlatott parlamentet.
- 1939 – A kolbászháború nevű csata a finnek és a Vörös Hadsereg között
- 1941 – A HMS Prince of Wales angol hadihajót japán repülőgépek elsüllyesztik a Dél-kínai-tengeren.
- 1945 – Hollandia az ENSZ tagja lesz.
- 1948 – Megalakul a Dobi-kormány, az új miniszterelnök Dobi István (elődje Dinnyés Lajos).
- 1948 – Az ENSZ Közgyűlésén elfogadták az Emberi Jogok Egyetemes Nyilatkozatát.
- 1961 – A Szovjetunió és Albánia megszakítja diplomáciai kapcsolatait.
- 1987 – Háromnapos washingtoni csúcstalálkozó után Ronald Reagan amerikai elnök és Mihail Gorbacsov szovjet vezető ígéretet tesz a hadászati fegyverek jelentős csökkentésére, és utasítja a genfi tárgyalókat, hogy fogalmazzanak meg egy megállapodást az 1972. évi ABM (SALT) megállapodással összhangban.
- 1989
  - Megalakul a Marián Čalfa vezette, a „nemzeti közmegegyezés kormányának” nevezett új kabinet Csehszlovákiában.
  - Gustáv Husák csehszlovák köztársasági elnök lemond tisztségéről.
- 2007
  - Kudarccal végződik az ENSZ-kormányzás alatti dél-szerbiai Koszovó státusáról folytatott tárgyalások utolsó fordulója, a tartomány azonnal egyeztetéseket kezdett Washingtonnal és Brüsszellel a függetlenség kikiáltásáról.
  - Cristina Kirchner átveszi az argentin elnöki hivatalt férjétől, Néstor Kirchner távozó államfőtől.

### Tudományos és gazdasági események
- 1582 – Franciaország átáll a Gergely-naptárra.
- 1901 – Először adják át a Nobel-díjat.
- 1902 – Befejeződik az asszuáni duzzasztógát építése.
- 1915 – Elkészül a tízmilliomodik Ford T-modell autó.
- 1999 – Ariane–5 rakétával Franciaország pályára állítja az XMM–Newton nevű, a röntgensugárzás tartományában kutató csillagászati műholdat.
- 2005 – Megszűnik a rendszeres forgalom a MÁV történetének első pályaudvarán, a Józsefváros pályaudvaron.

### Kulturális események
• 2001 – elindul a Klubrádió adása.

## Születések
- 1790 – Bodola Sámuel erdélyi református püspök, királyi tanácsos († 1866)
- 1804 – Carl Gustav Jacob Jacobi porosz matematikus, akit korának egyik legkiemelkedőbb képességű tanárának és minden idők egyik legnagyobb matematikusának tartanak († 1851)
- 1815 – Ada Lovelace grófné, Byron angol költő leánya, az első női programozó, Charles Babbage szerzőtársa († 1852)
- 1822 – César Franck belga származású francia orgonista, zeneszerző († 1890)
- 1828 – Korányi Frigyes magyar belgyógyász († 1913)
- 1830 – Emily Dickinson amerikai költő († 1886)
- 1851 – Melvil Dewey (Melville Louis Kossuth Dewey) amerikai könyvtáros, a könyvtári besorolásra szolgáló Dewey decimális rendszer megalkotója († 1931)
- 1877 – Spáda János kolozsvári magyar építőmester († 1913)
- 1882 – Otto Neurath osztrák származású német filozófus és szociológus, az úgynevezett Bécsi kör tagja († 1945)
- 1883 – Andrej Januarjevics Visinszkij szovjet jogász, politikus († 1954)
- 1884 – Albert Steffen svájci író, költő, festő, antropozófus († 1963)
- 1885 – Hammerschlag János orgonaművész, zenetörténész († 1954)
- 1886 – Victor McLaglen Oscar-díjas angol színész († 1959)
- 1890 – Bárdossy László magyar politikus, magyar miniszterelnök († 1946)
- 1890 – Badalik Sándor Bertalan veszprémi püspök († 1965)
- 1891 – Bernáth Ilma (Lukács Hugóné) magyar festő, rajzoló († 1961)
- 1891 – Nelly Sachs Irodalmi Nobel-díjas német költőnő, drámaíró († 1970)
- 1892 – Komlós Aladár magyar író, költő, irodalomtörténész († 1980)
- 1895 – Tanner Ilona Baumgarten-díjas magyar írónőnő (írói nevén Török Sophie), Babits Mihály felesége († 1955)
- 1900 – Joó Rózsi, magyar színésznő († 1979)
- 1907 – Rumer Godden angol regényírónő († 1998)
- 1913 – Takács Paula Kossuth- és Liszt Ferenc-díjas magyar opera-énekesnő († 2003)
- 1922 – Kaszás Ferenc, honvédelmi miniszterhelyettes († 1974)
- 1923 – Jorge Semprún spanyol író († 2011)
- 1923 – Andaházy Margit Jászai Mari-díjas magyar színésznő († 1976)
- 1934 – Howard Martin Temin Nobel-díjas amerikai genetikus, virológus († 1994)
- 1934 – Szalkai Sándor magyar filmrendező († 1996)
- 1940 – Illyés Kinga erdélyi előadóművésznő, színésznő, színészpedagógus († 2004)
- 1943 – Szűcs Lajos magyar olimpiai bajnok labdarúgó, edző († 2020)
- 1948 – Abu Abbász (er. Muhammad Zaidan) palesztin politikus, a Palesztinai Felszabadítási Szervezet (PFSZ) megalapítója († 2004)
- 1953 – Dobos Katalin magyar színésznő
- 1957 – Michael Clarke Duncan amerikai színész (Halálsoron) († 2012)
- 1958 – Paksi Endre magyar heavy metal énekes, dalszerző és dalszövegíró, korábban basszusgitáros.
- 1959 – Albert Gábor magyar színész
- 1972 – Brian Molko skót-amerikai énekes, a „Placebo” együttes tagja
- 1973 – Miller Zoltán magyar színész, énekes
- 1980 – Sarah Chang amerikai hegedűművész
- 1983 – Patrick Flueger amerikai színész
- 1983 – Rafael Martinez spanyol tornász
- 1987 – Gonzalo Higuaín argentin labdarúgó
- 1989 – Czető Roland magyar színész, szinkronszínész
- 1991 – Vang Meng kínai műkorcsolyázó
- 1991 – Veselényi Orsolya magyar színésznő
- 2014
  - Gabriella monacói hercegnő, II. Albert monacói herceg és Charlène monacói hercegné ikerlánya, 2 percig, öccse megszületéséig Monaco (prezumptív, feltételezett) trónörököse volt.
  - Jakab monacói trónörökös, II. Albert monacói herceg és Charlène monacói hercegné ikerfia, születésétől fogva Monaco (nyilvánvaló) trónörököse

## Halálozások
- 1718 – Stede Bonnet angol származású kalóz, aki a Karib-tenger térségében garázdálkodott (* 1688)
- 1736 – António Manuel de Vilhena portugál johannita lovag, a Máltai lovagrend nagymestere (* 1650 vagy 1663)
- 1813 – Barics Adalbert magyar jogász, egyetemi tanár (* 1742)
- 1830 – Bachner Sámuel evangélikus lelkész (* ismeretlen)
- 1834 – Borsiczky Adalbert kanonok (* ismeretlen)
- 1850 – Bem József az 1848-49-es szabadságharc lengyel származású tábornoka (* 1794)
- 1865 – I. Lipót Belgium első királya (* 1790)
- 1875 – Toldy Ferenc magyar irodalomtörténész, az MTA tagja (* 1805)
- 1884 – Eduard Rüppell német természettudós, Észak-Afrika kutató (* 1794).
- 1896 – Alfred Bernhard Nobel svéd kémikus, mérnök, feltaláló, gyáriparos, a Nobel-díj megalapítója (* 1833)
- 1909 – Vörös Felhő (Oglala Lakota) törzsfőnök,(* 1822)
- 1919 – Franz Steindachner osztrák zoológus és ichthiológus, kiemelkedik a halrendszertan területén végzett munkássága (* 1834)
- 1929 – Franz Rosenzweig német filozófus, történész (* 1886)
- 1933 – Gróf Hadik János magyar politikus, 1918-ban 3 napig kijelölt miniszterelnök (* 1863)
- 1936 – Luigi Pirandello Nobel-díjas olasz novellista, drámaíró (* 1867)
- 1944 – Ligeti Miklós magyar szobrászművész (* 1871)
- 1946 – Nagy Lajos régész, művészettörténész, muzeológus, az MTA tagja (* 1897)
- 1956 – Biksza Miklós magyar kommunista pártfunkcionárius (* 1924)
- 1957 – Pálinkás-Pallavicini Antal honvéd ezredes, 1956-os mártír (* 1922)
- 1966 – Baló Zoltán magyar katonatiszt, posztumusz vezérőrnagy (* 1883)
- 1967 – Otis Redding amerikai soul-énekes (* 1941)
- 1972 – Moravcsik Gyula Kossuth-díjas magyar klasszika-filológus, bizantinológus, akadémikus (* 1892)
- 1979 – Molnár János magyar postamérnök, műszaki kutató (* 1896)
- 1987 – Jascha Heifetz litván származású hegedűművész (* 1901)
- 1987 – Ábel Olga magyar író, újságíró, műfordító (* 1905)
- 1988 – Szemes Mari Jászai- és Kossuth-díjas színésznő (* 1932)
- 1990 – Kovács Károly magyar színművész, érdemes művész (* 1902)
- 1996 – Forgács László magyar színész (* 1921)
- 1996 – Kővágó József katonatiszt, mérnök, politikus, polgármester (* 1913)
- 1999 – Kazimir Károly Kossuth-díjas magyar színházi rendező (* 1928)
- 2006 – Augusto Pinochet Chile korábbi elnöke (* 1915)
- 2010 – Jacques Swaters belga autóversenyző (* 1926)
- 2023 – Somai József erdélyi magyar közgazdász (* 1931)

## Nemzeti ünnepek, emléknapok, világnapok
• Nemzetközi Tokaji Aszú Nap
→Sablonvita:Ünnepek/12-10:
- Az emberi jogok világnapja (Az emberi jogok egyetemes nyilatkozata elfogadásának napja) [1]
- A Nobel-díj alapítója, Nobel Alfréd 1896-os halálának és díjalapító testamentuma életbe lépésének emléknapja Svédországban és Norvégiában
- Miltiadész pápa emléknapja[2]
- Alkotmány napja Thaiföldön[3][4]